# Hoffmannia hammelii
Hoffmannia hammelii är en måreväxtart som beskrevs av Charlotte M. Taylor. Hoffmannia hammelii ingår i släktet Hoffmannia och familjen måreväxter.
Artens utbredningsområde är Costa Rica. Inga underarter finns listade i Catalogue of Life.